# Берлин зовёт
Берлин зовёт — немецкая трагикомедия 2008 года режиссёра Ханнеса Штера. Фильм рассказывает о событиях, последовавших за помещением диджея и продюсера Ickarus (Пауль Калькбреннер) в психиатрическую лечебницу вследствие злоупотребления наркотиками.

## Сюжет
Берлинский техно-диджей и продюсер Мартин Каров (по прозвищу Ickarus) гастролирует по техно-клубам мира со своей подругой Матильдой, работая над новым студийным альбомом, который он планирует выпустить в ближайшее время. Для того, чтобы иметь возможность работать и веселиться днем и ночью, Ickarus принимает разнообразные наркотики, в основном те, которые поставляет в берлинские клубы его друг Эрбсе. После употребления таблетки экстази, содержащей ПМА, Ickarus впадает в наркотический психоз, и в конечном итоге оказывается голым в берлинском отеле, где его выходки привлекают внимание персонала отеля. Его доставляют в психиатрическую больницу в Берлине, что ставит под угрозу его новый альбом и предстоящие живые выступления.
В больнице Ickarus знакомится с другими пациентами, Кристал Пит и Гоа Гебхард, и немного нервничает из-за их идиосинкразии. Главный врач клиники доктор Пауль рекомендует Ickarus’у отдохнуть от музыки и гастролей, чтобы выздороветь в больнице под её присмотром. Она подчеркивает, что решение Ickarus’а остаться в больнице носит сугубо добровольный характер. Хотя Ickarus соглашается, он продолжает работу над своим альбомом, доставляя свой ноутбук и записывающее оборудование в клинику. Ickarus покидает клинику и возвращается к употреблению наркотиков после посещения Эрбсе. Алиса, глава звукозаписывающего лейбла Vinyl Distortion (подписавшая контракт с Ickarus’ом), говорит Матильде, что выпуск нового альбома Ickarus’а отложен на неопределенное время. Услышав это, Икарус навещает Алису и громит её офис, когда она отказывается говорить с ним.
Расстроенная отсутствием прогресса у Ickarus’а, Матильда покидает их квартиру вместе со своей коллегой-лесбиянкой Коринной. Получив налоговый счет в 25 000 евро, Ickarus пытается навестить Матильду в квартире Коринны, но она отказывается его видеть. Доктор Пауль говорит Ickarus’у, что, поскольку он отказывается следовать графику лечения и уходит из клиники без разрешения, он должен покинуть клинику. Той же ночью, после того, как доктор Пауль уходит, Ickarus убеждает стажера клиники позволить ему устроить прощальную вечеринку. Вечеринка быстро выходит из-под контроля, когда Ickarus приносит наркотики и алкоголь и приглашает проституток. Доктор Пауль приезжает в клинику и запирает Ickarus’а в комнате.
Отец Ickarus’а (священник, который ранее появлялся в фильме) и Матильда спорят с доктором Паулем по поводу его освобождение. В конце концов она смягчается. После того, как его продюсерский лейбл заключает с ним новый контракт, Ickarus предлагает назвать свой новый альбом Titten, Techno, und Trompeten (Сиськи, Техно и Трубы). Алиса говорит, что звукозаписывающая компания предпочитает более «международное» название, и выбирает Берлин зовёт. Фотография обложки альбома сделана в клинике с Ickarus’ом, все ещё одетым как пациент.

## Актерский состав и персонажи
Как указано на официальном сайте фильма, актёрский состав «Берлин зовёт» включает: 
- Пауль Калькбреннер — Мартин «Ickarus» Каров
- Рита Лендьель — Матильда
- Коринна Харфух — профессор Петра Пауль
- Араба Уолтон — подруга Матильды
- Питер Шнайдер — Crystal Pete, пациент клиники
- Рольф Петер Каль (в титрах RP Kahl) — Эрбсе, друг и драг-дилер Ickarus’а
- Хенриетта Мюллер — подруга Ickarus’а Дженни
- Мехди Неббу — Джамаль
- Удо Крошвальд — отец Ickarus’а, священник
- Меган Гэй — Алиса, глава Vinyl productions
- Макс Мауфф (в титрах Maximilian Mauff) — Алекс, практикант в клинике
- Петер Мольтцен — брат Ickarus’а
- Дирк Борхардт — хозяин клуба Том
- Эрдал Йильдиз — работник отеля
- Эрнест Хаусманн (в титрах: Ernest Allan Hausmann) — Эрнесто
- Андре Хоффманн — Франц
- Каспар Боди — Гоа Гебхард, пациент клиники
- Пол Пройсс — BMW-Michi
- Саша Функе — в роли самого себя
- Housemeister — в роли самого себя
- Onze — в роли самого себя
- Фриц Калькбреннер — в роли самого себя
- Пегги Лаубингер — в роли самой себя
- Фрэнк Кюнстер — вышибала Франк
- Nico Bäthgeh — Нико

## Саундтрек
Саундтрек к фильму «Берлин зовёт» (с тем же названием) был записан Полом Калькбреннером, за исключением песни Mango, записанной Сашей Функе. Песня Sky and Sand включает вокал брата Калькбреннера, Фрица. Некоторые треки альбома (включая Gebrünn Gebrünn и Altes Kamuffel), записанные в другой редакции, были переизданы как «Berlin Calling Edits».